# 王景唐
王景唐（1929年3月—1992年11月24日），中国金属材料学家。河南安阳人。1952年毕业于交通大学化学系。1960年获苏联科学院巴依可夫冶金研究所技术科学副博士学位。曾任中国科学院金属研究所研究员。提出液态与非晶态相关性研究。1991当选为中国科学院院士1929年3月生于河南省临漳县（现安阳县）。

## 生平
- 6岁进入镇北小学，在班里学习最好。七七事变后，学校无力继续举办，父亲王者孝和母田氏将其转入姚长青主办的私塾就读。姚长青文才甚高，对王的勤学、聪明十分赞赏，认为是不可多得的一名弟子，遂潜心培养他。王景唐家距岳飞故里不远，父母亲从小就常给他讲岳飞的故事，对他产生了深刻的影响。
- 1941年，王景唐入建勋初中学习，
- 1944年以全校第一名的成绩毕业。1943年，河南发生大灾荒，王景唐亲眼看到了逃荒的饥民每天饿死、冻死在外面惨不忍睹的情况，还听到父亲讲述在汉口火车站旁看到的被日本侵略军杀害的农民，使王景唐幼小的心灵深处痛感中国的贫弱和日本侵略军的残暴。
- 1945年抗战胜利，王景唐考入开封高中，立志当一名工程师。由于时局动乱，物价飞涨，他在外读书也很困难，常用柿子饼充饥。
- 1948年，王景唐在河南大学化学系学习半年后，在暑期考取了交通大学化学系，由河南去上海读书。
- 1949年12月他在交通大学化学系读书时成为新民主主义青年团团员。抗美援朝战争爆发后，他带头并组织同学踊跃报名参加志愿军，虽然没有被批准，但他下定决心将自己的一切交给祖国。
- 1952年，王景唐从交通大学化学系毕业，分配到中国科学院金属研究所工作。
- 1952-1954年在金属研究所派驻抚顺钢厂工作组从事钢质量及炉渣组成改进的研究。
- 1954-1956年在金属所派驻大连钢厂工作组从事氧气炼钢和强化（缩短）还原期的试验研究。
- 1956年5～8月在北京中国科学院俄语班学习
- 1956年9月-1960年8月在莫斯科苏联科学院巴依可夫冶金所作研究生，从事液态金属表面张力及真空脱碳的研究，获技术科学副博士学位。
- 1961-1969年从事铀冶金工作，研制“08”核燃料铀元件，并协助李薰所长（兼15室主任，王为副主任）组织领导了15室工作。
- 1969年底至1972年5月文革期間到农村插队。
- 1972年5月回到研究，至1980年在金属所从事电渣熔铸火炮身管、导弹壳体用超高强度钢、航空用调压器T10A弹簧钢带的研究。
- 1980-1992年从事液态金属、非晶态金属、纳米晶体和超微粉的研究。

## 担任职务
- 1961-1969年 任中国科学院金属研究所助理研究员、室副主任，兼真空精炼（铀）组组长。
- 1972-1980年 任中国科学院金属研究所副研究员、研究室副主任。
- 1980-1985年 任中国科学院金属研究所副研究员、研究室主任、副所长。
- 1986-1992年 任中国科学院金属研究所研究员、研究室主任、国家重点实验室主任。
- 除历任上述职务外，还兼任中国科学院技术科学部冶金学科组成员，中国金属学会冶金物化学会理事，中国机械学会材料学会常务理事，国家自然科学基金委员会材料与工程科学部金属材料学科发展战略研究组成员，国家科委材料科学学科组分组副组长，国家科委发明评选委员会特邀审查员等。

## 主要成就

### 科学研究
提出液态与非晶态相关性研究，得到液态与非晶态合金粘度的数学表达式；率先研究105 －108 K/S急冷速度的测量及其对非晶合金膨胀、比热及磁各向异性的影响、二元和三元系列合金熔体的表面能与表面组织、过冷液态金属（Ⅲ族）性质变分计算，取得重要进展。
发现非晶硒的玻璃转变可逆新现象，指出其转变实质是一个以双粒子反应为特征的可逆转变，具有重要理论和实际意义。
提出非晶合金的晶化新机制；提出控制晶化的晶粒尺寸以廉价地制备超细合金粉的新途径；发现纳米晶合金的硬度与晶粒度呈Hall Petch反常效应；突破前人提出的机械合金化判据ΔH<0的限制，并可通过添加不同元素以加速晶化或非晶化过程。
1956年，王景唐加入中国共产党。同年被选送到苏联留学，进行液态金属表面的研究。
1960年当他从苏联科学院巴依可夫冶金研究所取得技术科学副博士学位回国时，正是苏联撤走专家，中国国民经济和国防建设面临严重困难的时期。金属所此时的研究方向也由为国家的钢铁工业恢复和发展服务转向发展高、精、尖技术，为国家经济建设和国防建设服务。根据国家需要，金属所承担了原子能反应堆用的核燃料铀元件的研制任务。王景唐任研究室副主任兼真空炼铀组组长，协助李薰所长组织并领导铀冶金方面的工作。当时这项实验属国家保密项目，没有资料可查，没有先进的设备，实验条件非常简陋。无论是在所内做试验，还是下厂精炼铀矿，工作环境非常艰苦。铀是放射性极强的金属，当时缺少必要的防护条件和措施，是自力更生发展祖国科学事业的强烈使命感和责任感，使王景唐和同志们不图名、不求利、不顾铀元素对人体的危害，全力投入到研究工作中。

### 人才培养
1983年，王景唐在体检时发现肝部有阴影，怀疑是恶性肿瘤。所里派人陪同他到上海做手术。在术前他很动情地给研究所党委写了一封长信，表达了自己“取之于人民甚多，付之于人民甚微”的不安心情。他还表示如果手术成功，要竭尽余生献身祖国。手术后发现病变组织是良性的血管瘤。他庆幸自己又赢得了生存的权利，更加珍惜时间，争分夺秒地去工作。王景唐在工作上追求高标准，在生活上却一向以俭朴为本。每次他出国一点一滴省下的钱，不给自己买大件电器，而为所里买实验仪器，剩余的全部上交。他的家中最多的是书和资料，最值钱的还是书和资料。
王景唐在勤恳认真地从事科研工作的同时，竭尽全力培养青年人，堪称师表。恢复研究生招生以来的10多年里，他培养了26名硕士生，13名博士生。他曾被评为中国科学院优秀研究生导师。他认为，在国际大循环中，未来经济竞争的焦点是人才，现在全世界普遍认识到良才奇缺，奇才难得，一个有创造性的人才对某种科技事业甚至一个国家来说，往往可以起到举足轻重的作用和影响，所以他甘做人梯，扶植青年人。他针对一些学生出国不归的现象，经常带着一种非常激动的心情向他的学生们呼吁，甚至是呐喊：“我们的事业在祖国，我们要造就能为社会主义祖国的富强、科技的进步勇于献身的青年一代。”
1992年10月1日，辽宁人民广播电台在庆国庆、迎嘉宾现场直播栏目中报道王景唐的谈话，他说：“每当我想起祖国，我就会心情激荡、心跳加快，我感到祖国温暖、神圣、伟大，我认为任何伟人都是热爱自己祖国的，任何不爱祖国的决不能成为伟人，我常以这种诺言和想法与学生们共勉。我常这样想，作为一个研究生导师，应当以培养出青出于蓝而胜于蓝的超过自己的学生为自慰，如果一个导师在他一生中没有培养出超过自己的学生，那他就是失职。所以我想培养学生除科学知识以外，应当要求他们成为献身祖国科技事业、为祖国富强而奋斗的青年一代……”。王景唐的这一愿望正在实现。如今在国内外同行中崭露头角，取得令人瞩目科研成果的杰出青年科学家卢柯，就是王景唐培养的第一个博士研究生。
1985年，卢柯考取了王景唐的硕士研究生，他学习刻苦、勤奋，表现突出，被视才如命的王老师看中，非常喜欢，精心培养。后推荐他不经考试直接攻读博士学位。卢柯勇于拼搏，数年来，学习、工作经常是通宵达旦，于1990年毕业，获首届中国科学院院长奖学金特别奖，并破格晋升为副研究员，26岁时就成为中国最年轻的高级科研人员。卢柯继承和发展了导师的事业，提出了非晶态合金晶化过程微观机制新理论，并发展了非晶完全晶化法制备纳米晶体新技术。该法在国际上独树一帜，成为世界上纳米晶体3种主要制备方法之一。

## 获奖记录
王景唐和同事们研究分析金属铀及其合金在真空冶炼过程中的成分变化及杂质去除规律，建立了精炼铀的真空感应炉和液态金属表面张力测定仪及黏度计，开创了中国金属铀的真空冶炼新领域。他作为课题组长负责技术攻关，在全所的大力支持下，经过不懈的努力，终于攻克了“08”核燃料铀元件生产工艺技术关键，并在技术上有所创新。由金属所提供的生产工艺所生产的铀元件，通过了钱三强亲自主持的技术鉴定。这项成果受到第二机械工业部表扬，1978年获全国科学大会奖。该项目也是1985年国家科技进步奖国防专项特等奖“原子弹及氢弹的突破和武器化”的重要组成部分。1991年他当选为中国科学院学部委员时，人们向他祝贺，并重提当年攻关的艰苦历程，他激动地说：当年在那么艰苦的环境下攻关，大家都没有奖金，没有加班费，写的文章因为保密也不能发表，但是我们都为国家的科技事业发展尽了一点力，所以今天的荣誉是属于大家的！属于金属所的！